# Simla
Simla – miasto w Stanach Zjednoczonych, w stanie Kolorado, w hrabstwie Elbert.